# Xysticus rainbowi
Xysticus rainbowi là một loài nhện trong họ Thomisidae.
Loài này thuộc chi Xysticus. Xysticus rainbowi được Embrik Strand miêu tả năm 1901.